# Half-A-Dollar-Bill
Half-A-Dollar-Bill er en amerikansk stumfilm fra 1924 af W. S. Van Dyke.

## Medvirkende
- Anna Q. Nilsson som Mrs. Webber
- William P. Carleton som Duncan McTeague
- Raymond Hatton som Noodles
- Mitchell Lewis som Papeete Joe
- George MacQuarrie som Martin Webber
- Frankie Darro
- Rosa Gore som Gossip